# Mámoles
Mámoles es una localidad española perteneciente al municipio de Fariza, en la provincia de Zamora, y la comunidad autónoma de Castilla y León.
La biodiversidad de su término ha sido protegida por la Unesco con la figura de reserva de la biosfera transfronteriza bajo la denominación de Meseta Ibérica, por la Unión Europea con la Red Natura 2000 y por la comunidad autónoma de Castilla y León con la figura de parque natural,  en estas dos últimas bajo la denominación de Arribes del Duero. La triple protección de este espacio natural busca preservar sus valores naturales, de gran valor paisajístico y faunístico, en el que destaca la presencia de aves como el buitre leonado, la cigüeña negra, el halcón peregrino, el alimoche, la chova piquirroja, el búho real, el águila real y el águila perdicera. Además, la notable conservación de este territorio le ha convertido en las últimas décadas en un punto de referencia del turismo de naturaleza.

## Geografía física

### Ubicación
Mámoles se encuentra situado en un pequeño valle recorrido por el arroyo de la Lavadera que, pronto, se adentra en el cañón del Duero. Se ubica en el suroeste zamorano, haciendo frontera con Portugal, a 57 km de Zamora capital. 
Pertenece a la comarca de Sayago. Se integra dentro de la Mancomunidad Sayagua y el partido judicial de Zamora.
No posee ayuntamiento propio. Se encuentra integrado dentro del término municipal de Fariza, junto con las localidades Badilla, Cozcurrita, Fariza, Palazuelo de Sayago, Tudera y Zafara.
Está dentro del parque natural de Arribes del Duero, un espacio natural protegido de gran atractivo turístico.
| Noroeste: Vila Chã de Braciosa (Portugal) | Norte: Freixiosa (Portugal) | Noreste: Fariza |
| Oeste: Picote (Portugal)                  |                             | Este: Zafara    |
| Suroeste: Fornillos de Fermoselle         | Sur: Palazuelo de Sayago    | Sureste: Zafara |

## Historia
El castro de El Castiello, situado a unos pocos centenares de metros, aguas abajo del arroyo, nos remite a la época Soto I. De esta paz, y del buen acuerdo de aquellos habitantes, pudiera ser testimonio la existencia de un lagar, de tipo comunitario, ubicado en la mitad del trayecto existente entre la población actual y el Castiello. De la Casa El Grelo, amplia fractura en la roca del Arribe, dícese, se han sacado piezas diversas pertenecientes a períodos prehistóricos.
En la Edad Media, Mámoles quedó integrado en el Reino de León, época en que habría sido repoblado por sus monarcas en el contexto de las repoblaciones llevadas a cabo en Sayago.
Posteriormente, en la Edad Moderna, Mámoles estuvo integrado en el partido de Sayago de la provincia de Zamora, tal y como reflejaba en 1773 Tomás López en Mapa de la Provincia de Zamora.
Así, al reestructurarse las provincias y crearse las actuales en 1833, la localidad se mantuvo en la provincia zamorana, dentro de la Región Leonesa, integrándose en 1834 en el partido judicial de Bermillo de Sayago, dependencia que se prolongó hasta 1983, cuando fue suprimido el mismo e integrado en el Partido Judicial de Zamora.

## Patrimonio
Entre su patrimonio arquitectónico destaca, además de las construcciones en piedra tradicionales de la zona, su iglesia de época románica, de sencilla fábrica, que guarda un interesante sagrario del siglo XVI. Asimismo, sus tradicionales cercados, también en piedra que rodean el pueblo y los denominados casetos, situados en zonas estratégicas para vigilar desde ellos el ganado en los días inclementes del invierno y muy abundantes también en las viñas, desde ellos se establecía su vigilancia.

## Economía
De abundantes y generosos viñedos que en otro tiempo procuraron la talla en roca granítica de los denominados lagares rupestres situados en la actual ruta GR-14. Sus molinos harineros, a veces privados y otras comunales, de gran valor etnográfico que permitían una molienda de productos muy elaborados como el caso de las finas harinas para panifiar, logradas con las cernidoras, otras más gruesas para el ganado y el salvado.